# بنیسسانت
بنیسسانت (به اسپانیایی: Benissanet) یک شهرستان در اسپانیا است که در استان تاراگونا واقع شده‌است.

## خصوصیات
بنیسسانت ۲۳٫۱ کیلومترمربع مساحت و ۱٬۲۵۰ نفر جمعیت دارد و ۳۸ متر بالاتر از سطح دریا واقع شده‌است.